# Parepilysta papuana
Parepilysta papuana là một loài bọ cánh cứng trong họ Cerambycidae.